# Supernova (gruppo musicale statunitense)
I Supernova sono un gruppo musicale pop punk statunitense nato nel 1989 a Costa Mesa, California. Nella loro carriera hanno pubblicato tre album e diversi EP e singoli, oltre ad aver fatto parte del Warped Tour originale, nel 1995. La loro canzone più nota è "Chewbacca", parte della colonna sonora del film Clerks - Commessi, di Kevin Smith, uscito nel 1994.

## Formazione attuale
- Art Mitchell - voce, basso
- Dave Collins - batteria, voce
- Courtney Pollock - chitarra elettricachitarra, voce

## Discografia

### Album studio
- 1995 - Ages 3 & Up (Amphetamine Reptile Records)
- 1998 - Rox (Amphetamine Reptile Records)
- 2001 - Pop as a Weapon (Sympathy for the Record Industry)

### EP
- 1993 - More Songs About Hair (Oddessy Records)
- 1997 - Live at the Lava Room (What Else Records)

### Singoli
- 1992 - Long Hair & Tattoos (Odyssey Records)
- 1993 - Calling Hong Kong (Goldenrod Records)
- 1993 - Electric Man (Sympathy for the Record Industry)
- 1994 - Costa Mesa Hates Me (Tres Hombres Musica)
- 1995 - Monsta!! (Sympathy for the Record Industry)
- 1996 - How Much More (Sympathy for the Record Industry)
- 2007 - ¡Diga Queso! (Rococo Records)

### Tracce fuori da album/compilation
- "Chewbacca", Clerks Soundtrack (1993, Sony Records)
- "Math", AmRep Motors 1995 Models (1995, Amphetamine Reptile Records)
- "Math", Tromeo and Juliet (Soundtrack) (1996, Oglio Records)
- "Vitamins", Dr Marten's Capitol Records Music Sampler (1996, Capitol Records)
- "Calling Hong Kong" Super Mixer: A Goldenrod Compilation (1996, Goldenrod Records)
- "Gates of Steel", We Are Not Devo (1997, Glue Factory Records)
- "Vitamins", AmRep Equipped (1997, Amphetamine Reptile Records)
- "Sugar Coated Stucco", Dope-Guns-'N-Fucking in the Streets (1997, Amphetamine Reptile Records)